# Comuna Lipnica
Comuna Lipnica (poloneză gmina Lipnica) este o comună rurală din powiat-ul bytowski, voievodatul Pomerania, din partea septentrională a Poloniei. Sediul administrativ este satul Lipnica. Conform datelor din 2004 comuna avea 4.818 de locuitori. Întreaga suprafață a comunei Lipnica este 309,57 km².
În comuna sunt 15 sołectwo-uri: Borowy Młyn, Borzyszkowy, Brzeźno Szlacheckie, Brzozowo, Gliśno Wielkie, Kiedrowice, Lipnica, Luboń, Łąkie, Mielno, Ostrowite, Osusznica, Prądzona, Wojsk și Zapceń. Comuna învecinează cu patru comune ale powiat-ului bytowski (Miastko, Tuchomie, Bytów și Studzienice), trei comune ale powiat-ului chojnicki (Brusy, Chojnice și Konarzyny) și două comune ale powiat-ului człuchowski (Przechlewo și Koczała).
Înainte de reforma administrativă a Poloniei din 1999, comuna Lipnica a aparținut voievodatului Słupsk.